# شاهدخت نان‌ایوا نو اونو
شاهدخت نان ایوا نو اونو (به انگلیسی: Princess Naniwa no Ono) یکی از امپراتریس‌های ژاپن همسر امپراتور کینزو اهل ژاپن بود.